# Parti ouvrier (Tchéquie)
Pour les articles homonymes, voir Parti ouvrier.
Le Parti ouvrier (en tchèque Dělnická strana, DS) est un parti politique tchèque ultranationaliste et d'extrême droite fondé en 2003.
Le parti n'a jamais été représenté au sein de la Chambre des députés tchèque. La plupart des cadres du parti ont été associés à des groupes néonazis comme Národní odpor, la branche tchèque de l'organisation Combat 18,. En 2009, une pétition demandant l'interdiction du parti est rejetée par la Cour suprême au motif que l'initiateur de la pétition, en l’occurrence le gouvernement, n'aurait pas fourni assez de preuves,. À la suite de violences commises contre des minorités par des militants d'extrême droite (notamment à Vítkov dans la nuit du 18 au 19 avril 2009 (en)), le gouvernement relance une pétition plus détaillée. Cette dernière est étudiée à partir de janvier 2010 par la Cour suprême qui, finalement, prononce l'interdiction du parti. Le parti n'a pas disparu mais a simplement changé de nom. Il s'est d'abord renommé Parti des citoyens de la République tchèque avant d'opter pour Parti ouvrier de la justice sociale (en tchèque Dělnická strana sociální spravedlnosti, DSSS).

## Résultats électoraux

### Chambre des députés
| Année | Voix   | %    | Sièges  |
| ----- | ------ | ---- | ------- |
| 2010  | 59 888 | 1,14 | 0 / 200 |
| 2013  | 42 906 | 0,86 | 0 / 200 |
| 2017  | 10 402 | 0,20 | 0 / 200 |

### Parlement européen
| Année | Voix   | %    | Sièges |
| ----- | ------ | ---- | ------ |
| 2004  | 4 289  | 0,18 | 0 / 24 |
| 2009  | 25 368 | 1,07 | 0 / 22 |
| 2014  | 7 902  | 0,52 | 0 / 21 |
| 2019  | 4 363  | 0,18 | 0 / 21 |